# Sundholmens kraftverk

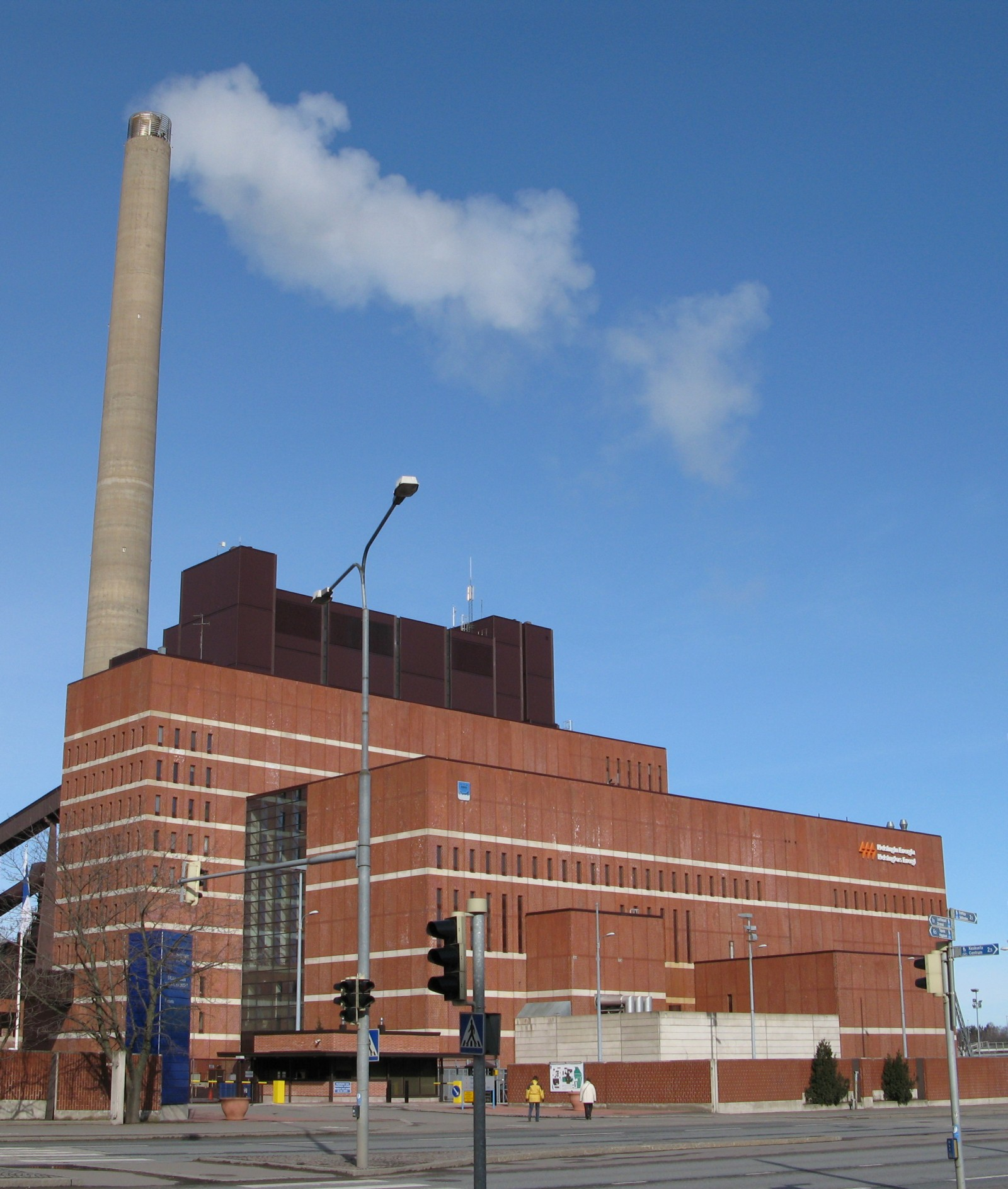
Sundholmens kraftverk.

Sundholmens kraftverk (finska: Salmisaaren voimalaitos) är ett tidigare kolkraftverk i stadsdelen Kampmalmen i Helsingfors i Finland. Kraftverket stängdes den 1 april 2025.
Stängningen medför att stadens utsläpp av koldioxid minskar med 30 procent jämfört med år 2024.
Kraftverket, som hade en effekt på 170 MW, byggdes år 1984 och ägs av elbolaget Helen. Det kommer att byggas om till eldning med träpellets.